# Esoterische astrologie
Het begrip esoterische astrologie komt uit de geschriften van de Britse theosofe Alice Bailey. Het derde deel van haar A Treatise on the Seven Rays gaf ze de titel Esoteric astrology. Door volgelingen van Bailey wordt het gezien als een onderdeel van haar volledige leer. Er zijn echter ook hedendaagse astrologen die geen volgelingen van haar zijn en toch een vorm van esoterische astrologie beoefenen.
Esoterische astrologie ontstond in de 20e eeuw en wordt als de astrologie van de ziel beschreven. De uiterlijke (exoterische) astrologie houdt zich bezig met de persoonlijkheid. De esoterische astrologie, ook karmische astrologie genoemd, houdt zich als innerlijke astrologie bezig met de ziel. Esoterie leert dat er behalve het fysieke lichaam ook een etherisch lichaam bestaat. Dit individuele etherisch lichaam is volgens esoterische leerstellingen niet apart of geïsoleerd, maar maakt integraal deel uit van wat we de menselijke soort kunnen noemen, die op zijn beurt weer deel uitmaakt van het grotere planetaire esoterisch lichaam. Alles samen vormen zij het etherisch lichaam van het zonnestelsel. 
Bij de esoterische duiding van een horoscoop zijn de positie en de aspecten van Zon, Maan, Maansknopen en retrograde planeten de belangrijkste karmische indicators